# Liste der Baudenkmäler in Arberg
Auf dieser Seite sind die Baudenkmäler in dem mittelfränkischen Markt Arberg zusammengestellt. Diese Tabelle ist eine Teilliste der Liste der Baudenkmäler in Bayern. Grundlage ist die Bayerische Denkmalliste, die auf Basis des Bayerischen Denkmalschutzgesetzes vom 1. Oktober 1973 erstmals erstellt wurde und seither durch das Bayerische Landesamt für Denkmalpflege geführt wird. Die folgenden Angaben ersetzen nicht die rechtsverbindliche Auskunft der Denkmalschutzbehörde.
 Diese Liste gibt den Fortschreibungsstand vom 30. September 2020 wieder und enthält 45 Baudenkmäler.

## Ortsbefestigung Arberg
Erhaltene Mauerstücke teils aus Buckel-, teils aus Bruchsteinmauerwerk, östlich und westlich an den Torturm anschließend, um 1300 angelegt, im 14. und 15. Jahrhundert verstärkt. Aktennummer: D-5-71-113-1.
Mauerzug entlang des Wehrmauerwegs: von Marktplatz 3 (Lage) nach Marktplatz 9 (Lage) und dann nach Süden schwenkend zum Sommerkellerweg (Lage).
Mauerzug westlich des Schloßwegs: kurzer Abschnitt vom Pfarrturm (Lage) zu (Lage), zwischen Nr. 10 (Lage) und Nr. 12 (Lage) und von Nr. 8 (Lage) bis zum Torturm Marktplatz 1 (Lage).

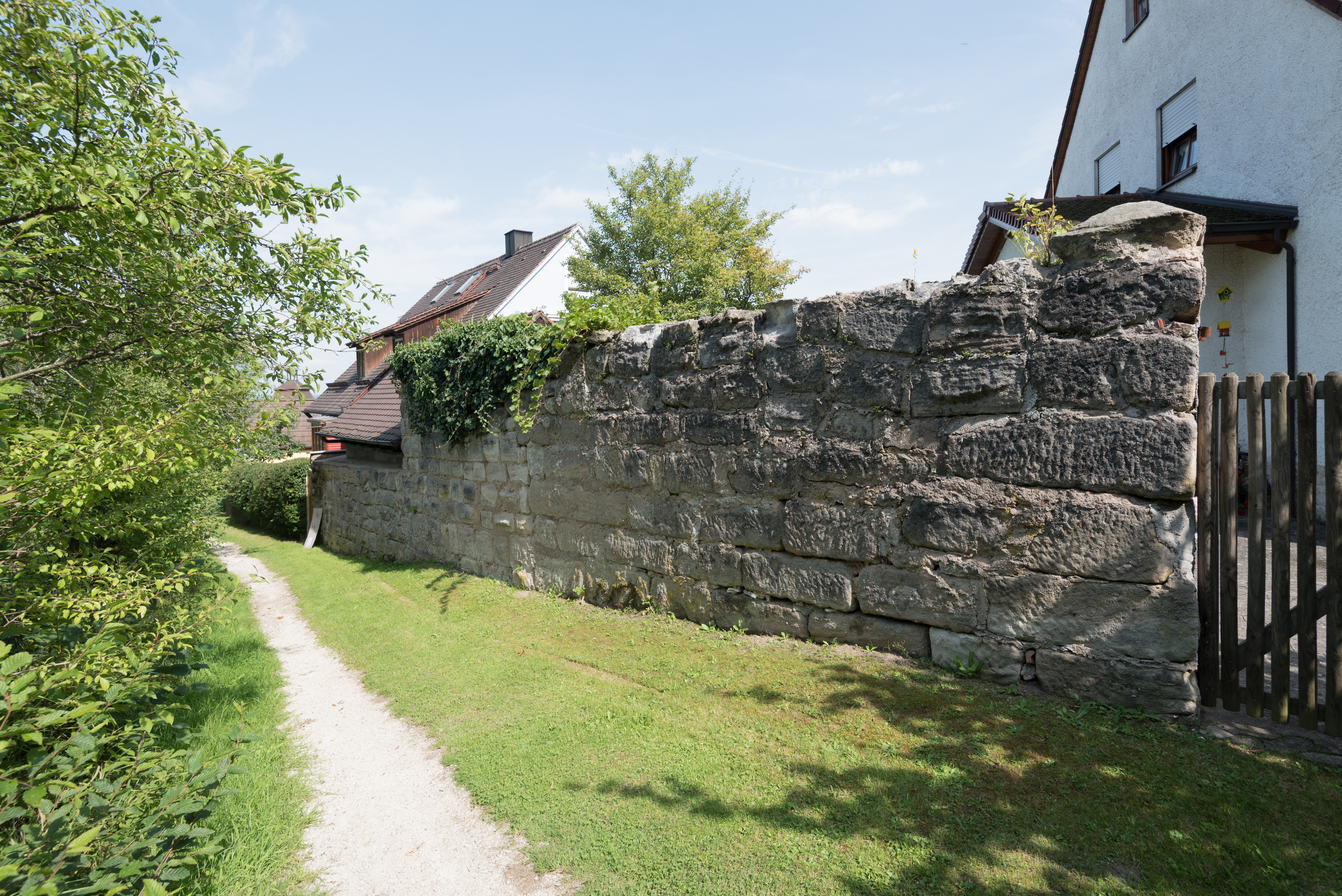
Mauer bei Schloßweg 10 weitere Bilder
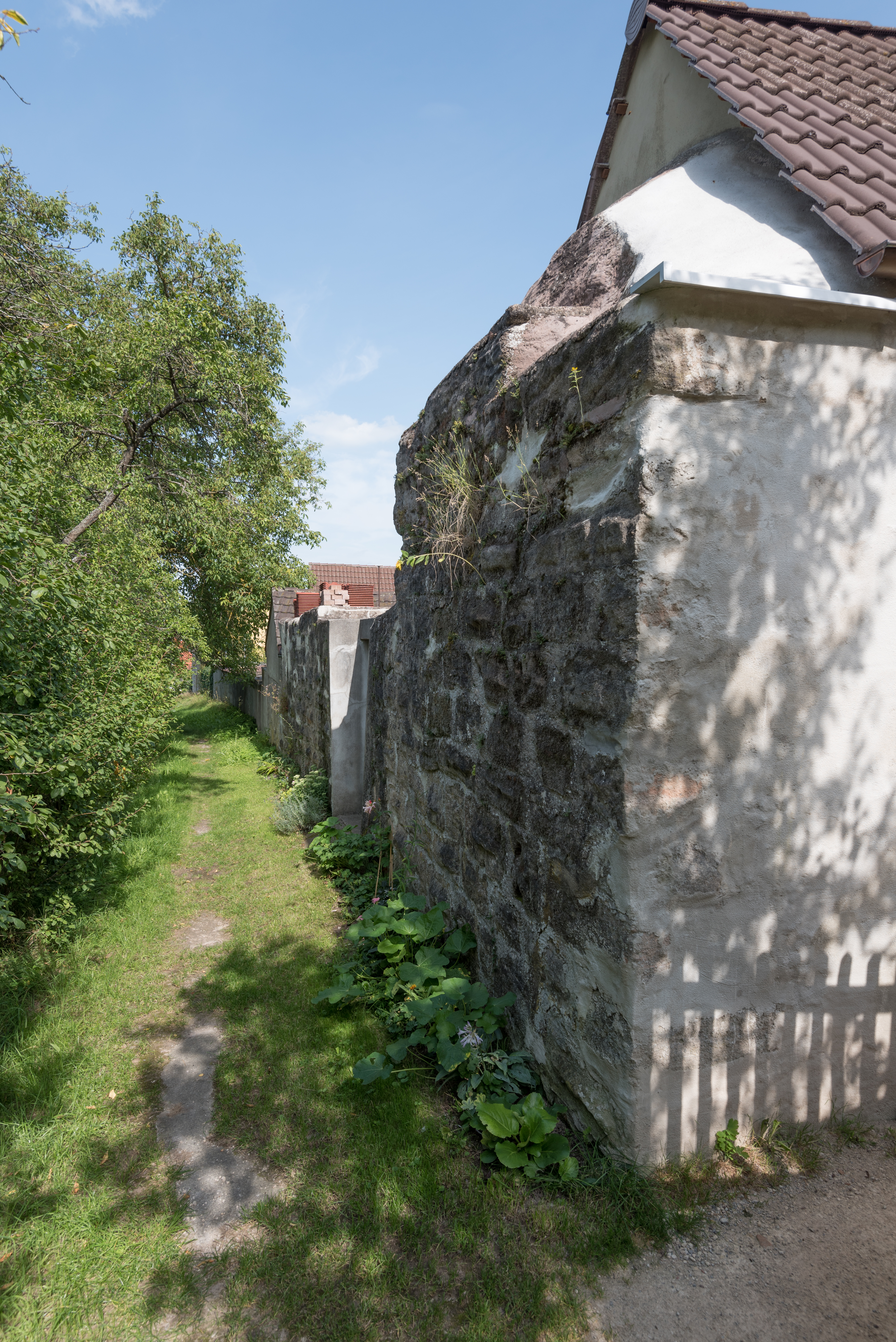
Mauer bei Schloßweg 8 weitere Bilder
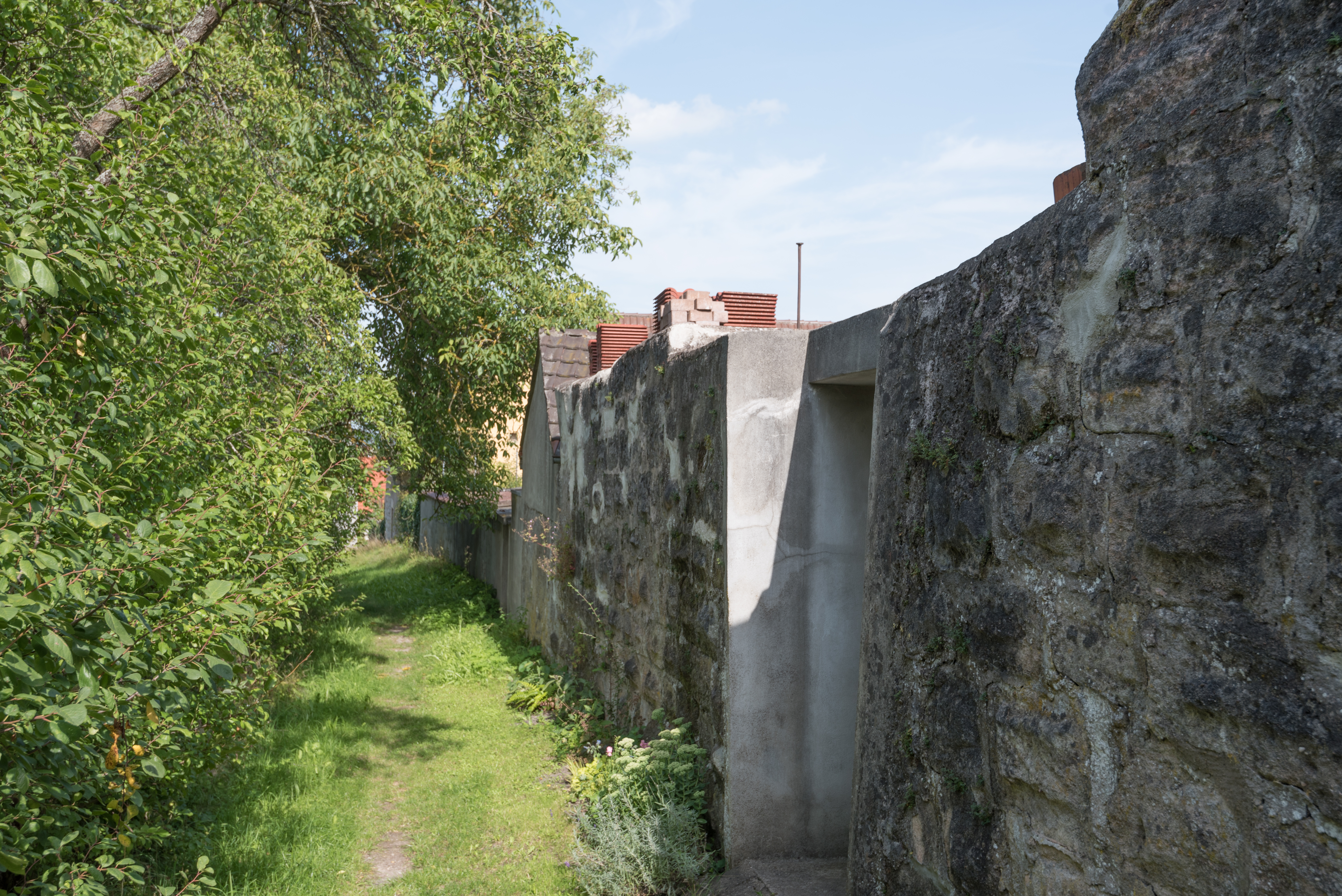
Mauer bei Schloßweg 8 weitere Bilder
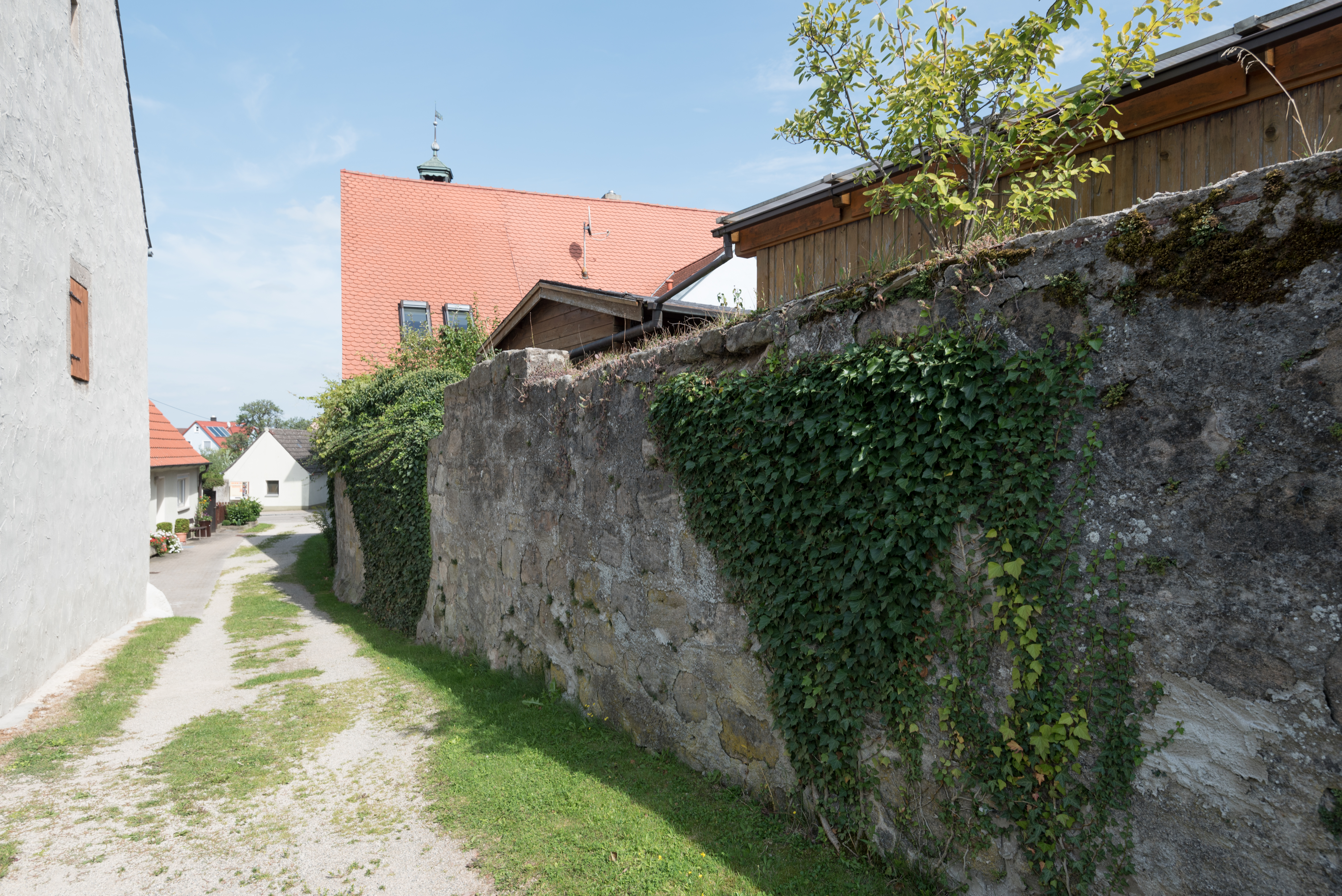
Mauer bei Schloßweg 4 weitere Bilder
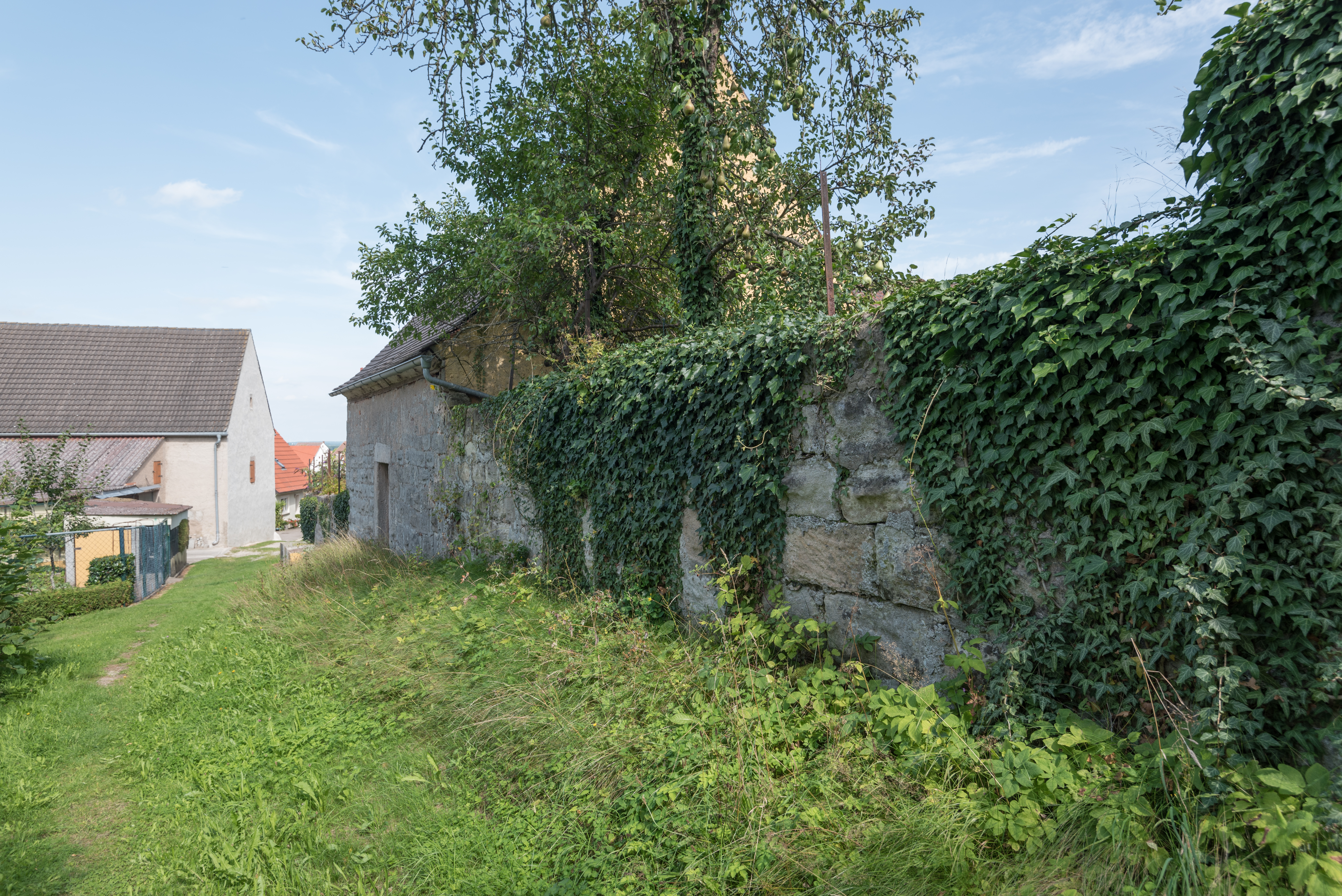
Mauer bei Schloßweg 2 weitere Bilder
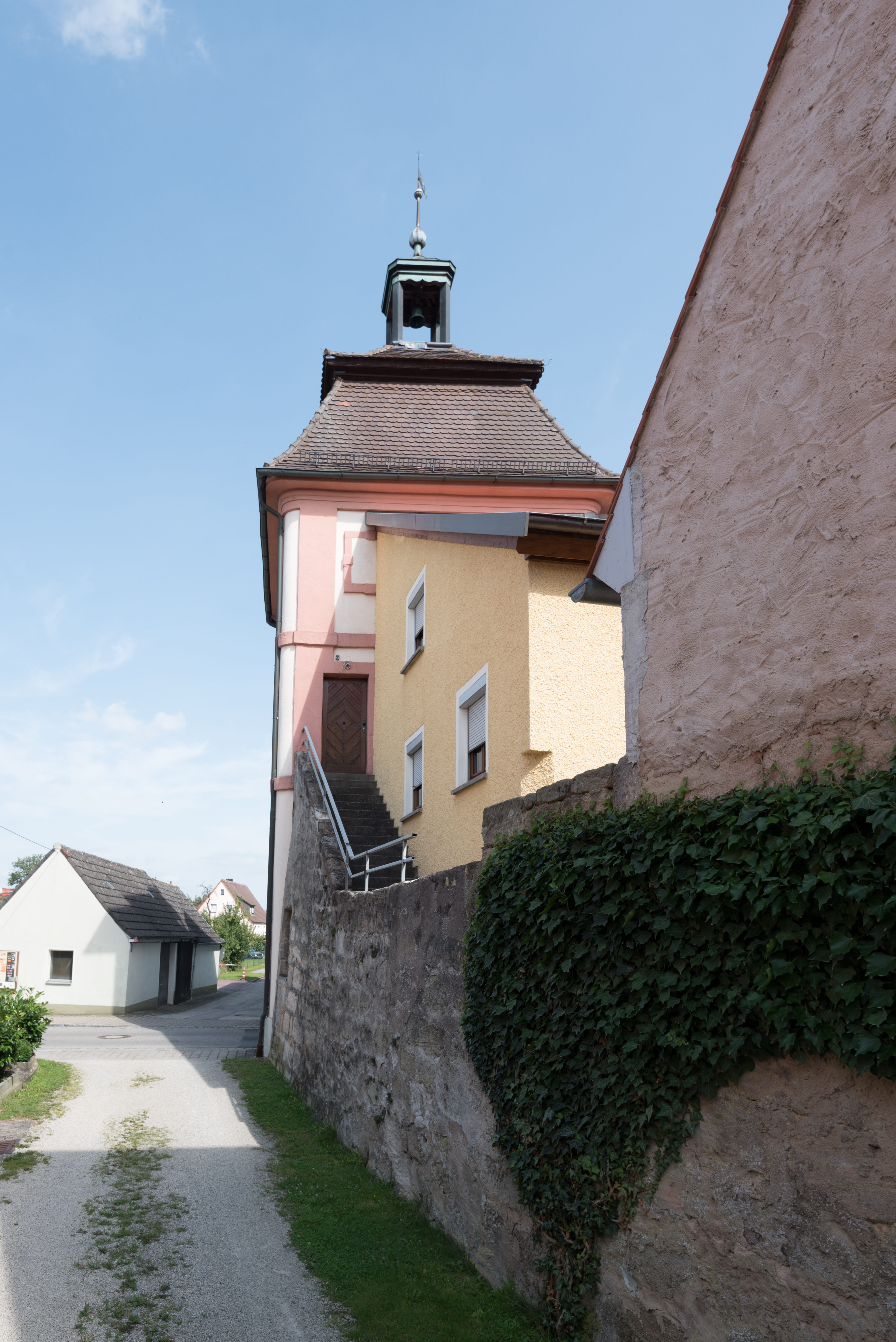
Mauer westlich des Torturms Marktplatz 1 weitere Bilder

Es sind zwei Tortürme erhalten.

| Lage                     | Objekt                | Beschreibung | Akten-Nr.             | Bild           |
| ------------------------ | --------------------- | --- | --------------------- | -------------- |
| Marktplatz 1 (Standort)  | Torturm               | Zweigeschossig mit Mansardwalmdach und Laterne, mit Putzgliederungen, Wappenstein 1531, Umbau von Gabriel de Gabrieli, 1735 | D-5-71-113-6 Wikidata | weitere Bilder |
| Schlossweg 14 (Standort) | Sogenannter Pfarrturm | Wohl spätmittelalterlicher ehemaliger Torturm, Natursteinquaderbau mit Zeltdach, wohl 14./15. Jahrhundert                   | D-5-71-113-1 Wikidata | weitere Bilder |

## Baudenkmäler nach Gemeindeteilen

### Arberg
| Lage                                                                                             | Objekt                                                                                                   | Beschreibung | Akten-Nr.              | Bild           |
| ------------------------------------------------------------------------------------------------ | --- | --- | ---------------------- | -------------- |
| Am Kapellbuck 8 (Standort)                                                                       | Katholische Friedhofskirche Heilig Kreuz                                                                 | Saalbau mit Dachreiter, 1586, Chor 1922; mit Ausstattung | D-5-71-113-17 Wikidata | BW             |
| Am Kapellbuck 8 (Standort)                                                                       | Friedhof                                                                                                 | Anlage des 18. Jahrhunderts, Grabsteine 19. und 20. Jahrhundert | D-5-71-113-17 Wikidata | BW             |
| Am Kapellbuck 8 (Standort)                                                                       | Friedhofsmauer                                                                                           | 18. Jahrhundert, am Eingang zwei zylindrische Grabsteine, 18. Jahrhundert | D-5-71-113-17 Wikidata | BW             |
| Am Kapellbuck 8 (Standort)                                                                       | Kreuzkapelle                                                                                             | Kleiner massiver Satteldachbau, 18. Jahrhundert | D-5-71-113-17 Wikidata | BW             |
| Gabriel-von-Eyb-Straße (Standort)                                                                | Wegkreuz                                                                                                 | Kruzifixus, Blech, gefasst, 18. Jahrhundert | D-5-71-113-23 Wikidata | BW             |
| Hämig, Staatsstraße 2222, ca. 1 km außerhalb des Ortes, an der Straße nach Röttenbach (Standort) | Wegkreuz                                                                                                 | Gusseisenkruzifixus mit Maria und Johannes, über Sandsteinsockel, um 1900 | D-5-71-113-25 Wikidata | BW             |
| Höhenweg 2 (Standort)                                                                            | Sogenannte Veitskapelle, Wegkapelle                                                                      | Massiver Satteldachbau, wohl von 1906, mit Geißelchristus des 18. Jahrhunderts | D-5-71-113-18 Wikidata | BW             |
| Bei der Straße nach Röttenbach (Staatsforst) ()                                                  | Marienkapelle                                                                                            | Kleiner Putzbau, 17./18. Jahrhundert; nicht nachqualifiziert, im Bayerischen Denkmal-Atlas nicht kartiert | D-5-71-113-19 Wikidata |                |
| Kirchweg 1 (Standort)                                                                            | Ehemaliges eichstättisches Forstamt                                                                      | Zweigeschossiger Walmdachbau in Ecklage, mit rustizierten Ecklisenen und Geschossgliederung, 18. Jahrhundert, bezeichnet „1794“, über dem Portal Wappenstein von 1531 | D-5-71-113-3 Wikidata  | weitere Bilder |
| Kirchweg 3 (Standort)                                                                            | Ehemalige Eichstättische Gerichtsschreiberei, später Forsthaus                                           | Zweigeschossiges Gebäude mit Mansardwalmdach, rustiziertem Erdgeschoss und Eckrustika, um 1760/80 | D-5-71-113-4 Wikidata  | weitere Bilder |
| Kirchweg 3 (Standort)                                                                            | Ehemalige Eichstättische Gerichtsschreiberei, Nebengebäude, ehemalige Remise, Stall und Wäschereigebäude | Eingeschossiges Gebäude mit Halbwalmdach und Eckkapitellen, um 1760/80 | D-5-71-113-4 Wikidata  | weitere Bilder |
| Kirchweg 3 (Standort)                                                                            | Ehemalige Eichstättische Gerichtsschreiberei, erhaltene Teile der Einfriedung                            | Um 1760/80 | D-5-71-113-4 Wikidata  | weitere Bilder |
| Kirchweg 4 (Standort)                                                                            | Wohnstallhaus                                                                                            | Zweigeschossiger traufständiger Satteldachbau, 18./19. Jahrhundert | D-5-71-113-5 Wikidata  | BW             |
| Marktplatz 6 (Standort)                                                                          | Ehemaliges Schulhaus                                                                                     | Zweigeschossiger Walmdachbau, mit Sandsteingliederungen, 1876 | D-5-71-113-8 Wikidata  | weitere Bilder |
| Marktplatz 13 (Standort)                                                                         | Rathaus                                                                                                  | Zweigeschossiger Walmdachbau, mit einfacher Putzgliederung, 18. Jahrhundert Hausmadonna, 18. Jahrhundert | D-5-71-113-10 Wikidata | weitere Bilder |
| Nähe Am Schießwasen (Standort)                                                                   | Kapelle                                                                                                  | Kleiner massiver Satteldachbau mit absidialem Abschluss, Schweifgiebel mit Gliederung und Aufsätzen in Naturstein, Putzgliederungen, 17. Jahrhundert | D-5-71-113-21 Wikidata | BW             |
| Neufeld; St 2411; ca. 0,5 km außerhalb an der Straße nach Ornbau (Standort)                      | Wegkreuz                                                                                                 | Gusseisenkruzifixus mit Maria, auf Sandsteinsockel, spätes 19. Jahrhundert | D-5-71-113-24 Wikidata | BW             |
| Raiffeisenstraße, am Weg zum Friedhof (Standort)                                                 | Bildstock mit Holzrelief Pieta                                                                           | 18. Jahrhundert | D-5-71-113-22 Wikidata | BW             |
| Schloßweg 14 (Standort)                                                                          | Ehemaliges Pfarrhaus                                                                                     | Zweigeschossiger giebelständiger Satteldachbau, im Kern 1481, Umbau spätes 17. Jahrhundert. Wappenstein mit Jahreszahl 1481. | D-5-71-113-13 Wikidata | weitere Bilder |
| Schloßweg 14 (Standort)                                                                          | Pfarrscheune                                                                                             | Satteldachbau, teils Fachwerk, spätes 17. Jahrhundert | D-5-71-113-13 Wikidata | weitere Bilder |
| Schloßweg 15 (Standort)                                                                          | Wohnhaus, ehemaliges Mesnerhaus                                                                          | Zweigeschossiger Walmdachbau, mit Geschossgliederung aus der Zeit des Klassizismus, 18. Jahrhundert. Das Plateau auf dem die Gebäude stehen stammt teilweise aus dem Mittelalter. Am nebenstehenden Waschhaus ist die Jahreszahl 1781 an den beiden Giebelwänden zu sehen. | D-5-71-113-2 Wikidata  | weitere Bilder |
| Schloßweg 17 (Standort)                                                                          | Katholische Pfarrkirche St. Blasius                                                                      | Saalkirche, im Kern 13. Jahrhundert mit spätgotischen Veränderungen, Neubau von Johann Baptist Camesina 1709/10, Querhaus und Chor von Friedrich Haindl 1936/37 angefügt und erweitert, Westturm mit Zwiebelhaube; mit Ausstattung                                         | D-5-71-113-14 Wikidata | weitere Bilder |
| Schloßweg 17 (Standort)                                                                          | Gusseisenkruzifix                                                                                        | Vergoldet, zweite Hälfte 19. Jahrhundert | D-5-71-113-14 Wikidata | BW             |
| Schloßweg 17; Schloßweg 15 (Standort)                                                            | Friedhofbefestigung                                                                                      | Erhaltene Teile, mittelalterlich | D-5-71-113-14 Wikidata | BW             |
| Schloßweg 20 (Standort)                                                                          | Wappenrelief                                                                                             | Stein, frühes 17. Jahrhundert | D-5-71-113-15 Wikidata | BW             |
| Schloßweg 21 (Standort)                                                                          | Burg Arberg, ehemalige eichstättische Amtsburg                                                           | Baufragmente und Mauerreste; an und bei einem Neubau; nicht nachqualifiziert, im Bayerischen Denkmal-Atlas nicht kartiert | D-5-71-113-16 Wikidata | weitere Bilder |

### Eybburg
| Lage                 | Objekt                                            | Beschreibung                                                                                | Akten-Nr.              | Bild           |
| -------------------- | ------------------------------------------------- | ------------------------------------------------------------------------------------------- | ---------------------- | -------------- |
| Eybburg 3 (Standort) | Ehemalige Burg                                    | Rechteckige Anlage, mit baulichen Fragmenten von Gebäude und Befestigung, bezeichnet „1485“ | D-5-71-113-26 Wikidata | weitere Bilder |
| Eybburg 3 (Standort) | Ehemalige Burg, ehemaliger Torbau, später Kapelle | Kleiner Satteldachbau, 15. Jahrhundert; mit Ausstattung                                     | D-5-71-113-26 Wikidata | weitere Bilder |
| Eybburg 3 (Standort) | Ehemalige Burg, Wohnstallhaus                     | Eingeschossiger Satteldachbau, Mitte 19. Jahrhundert, über baulichen Fragmenten der Burg    | D-5-71-113-26 Wikidata | BW             |

### Georgenhaag
| Lage                      | Objekt                             | Beschreibung                                                                               | Akten-Nr.              | Bild |
| ------------------------- | ---------------------------------- | ------------------------------------------------------------------------------------------ | ---------------------- | ---- |
| In Georgenhaag (Standort) | Katholische Filialkirche St. Georg | Kleiner Saalbau, zweite Hälfte 15. Jahrhundert, 1620 Umbau, Westturm 1688; mit Ausstattung | D-5-71-113-28 Wikidata | BW   |

### Goldbühl
| Lage                   | Objekt     | Beschreibung                                               | Akten-Nr.              | Bild |
| ---------------------- | ---------- | ---------------------------------------------------------- | ---------------------- | ---- |
| In Goldbühl (Standort) | Wegkapelle | Kleine massive Ädikula mit Satteldach, 18./19. Jahrhundert | D-5-71-113-29 Wikidata | BW   |

### Gothendorf
| Lage                     | Objekt              | Beschreibung | Akten-Nr.              | Bild           |
| ------------------------ | ------------------- | --- | ---------------------- | -------------- |
| In Gothendorf (Standort) | Katholische Kapelle | Kleiner massiver Satteldachbau mit Ziergiebel, Putzgliederungen, mit Nischenfigur, spätes 18. Jahrhundert; mit Ausstattung | D-5-71-113-30 Wikidata | weitere Bilder |

### Großlellenfeld
| Lage | Objekt                                                                     | Beschreibung | Akten-Nr.              | Bild           |
| --- | -------------------------------------------------------------------------- | --- | ---------------------- | -------------- |
| Am Kirchenweg (Standort) | Steinkreuz                                                                 | Sandstein, spätmittelalterlich; etwa 500 m südwestlich der Pfarrkirche                                                                | D-5-71-113-35 Wikidata | BW             |
| Feldaltar | Gemauerter Feldaltar                                                       | In der Nische Gemälde der Krönung Mariae, Anfang 19. Jahrhundert; nicht nachqualifiziert, im Bayerischen Denkmal-Atlas nicht kartiert | D-5-71-113-34 Wikidata | BW             |
| Großlellenfeld 3 (Standort)                                                                                                 | Katholische Pfarrkirche Beatae Mariae Virginis, ehemalige Wallfahrtskirche | Dreischiffige Staffelhalle, 1446 bis circa 1500, Instandsetzungen 1739 und 1744, Turmkuppelhaube 1610; mit Ausstattung                | D-5-71-113-31 Wikidata | weitere Bilder |
| Großlellenfeld 3 (Standort)                                                                                                 | Friedhof                                                                   | Mittelalterliche Anlage, Kreuz mit Bronzekruzifix, Ende 19. Jahrhundert, mit Grabsteinen                                              | D-5-71-113-31 Wikidata | BW             |
| Großlellenfeld 3 (Standort)                                                                                                 | Beinhaus                                                                   | Natursteinquaderbau mit einseitig gewalmtem Dach, 16./17. Jahrhundert                                                                 | D-5-71-113-31 Wikidata | BW             |
| Großlellenfeld 3 (Standort)                                                                                                 | Ummauerung, ehemaliger Befestigungsring des 13./14. Jahrhunderts           | Ende des 19. Jahrhunderts Mauerring verändert                                                                                         | D-5-71-113-31 Wikidata | BW             |
| Großlellenfeld 3 (Standort)                                                                                                 | Torhaus                                                                    | Zweigeschossiger Quaderbau mit Zeltdach, 14./15. Jahrhundert                                                                          | D-5-71-113-31 Wikidata | BW             |
| Heide beim steinernen Brücklein; circa 3 km nordwestlich des Ortes, links an der neuen Straße Richtung Bechhofen (Standort) | Sockel eines ehemaligen Steinkreuzes mit neuerem Holzkreuz                 | | D-5-71-113-36 Wikidata | BW             |
| In Großlellenfeld, unterhalb der Südwestecke des Friedhofs (Standort)                                                       | Kapelle                                                                    | Kleiner massiver Satteldachbau, 18. Jahrhundert; mit Ausstattung                                                                      | D-5-71-113-33 Wikidata | BW             |
| In Großlellenfeld, an der Straße nach Kemmathen (Standort)                                                                  | Kapelle                                                                    | Kleiner massiver Satteldachbau, bezeichnet „1760“; mit Ausstattung                                                                    | D-5-71-113-32 Wikidata | BW             |

### Kemmathen
| Lage                    | Objekt  | Beschreibung                                                         | Akten-Nr.              | Bild |
| ----------------------- | ------- | -------------------------------------------------------------------- | ---------------------- | ---- |
| Kemmathen 19 (Standort) | Kapelle | Kleiner massiver Satteldachbau mit Putzgliederungen, 18. Jahrhundert | D-5-71-113-37 Wikidata | BW   |

### Kleinlellenfeld
| Lage                            | Objekt               | Beschreibung | Akten-Nr.              | Bild                 |
| ------------------------------- | -------------------- | --- | ---------------------- | -------------------- |
| In Kleinlellenfeld (Standort)   | Kapelle              | Kleiner massiver, fensterloser Satteldachbau, mit Figurennische, Putzgliederungen, 18. Jahrhundert                                 | D-5-71-113-38 Wikidata | BW                   |
| Kleinlellenfeld 18 (Standort)   | Ehemaliges Forsthaus | Zweigeschossiges giebelständiges Gebäude mit Halbwalmdach, mit Zwerchhaus, rustizierte Lisenen und Putzgliederung, 18. Jahrhundert | D-5-71-113-39 Wikidata | Ehemaliges Forsthaus |
| Kleinlellenfeld 18 (Standort)   | Scheune              | Massives Gebäude mit Halbwalmdach, 18. Jahrhundert                                                                                 | D-5-71-113-39 Wikidata | Scheune              |
| Ehemaliges Waschhaus (Standort) | Scheune              | massiver Walmdachbau, wohl gleichzeitig                                                                                            | D-5-71-113-39 Wikidata | Scheune              |

### Mörsach
| Lage                                                                                | Objekt                                                | Beschreibung | Akten-Nr.              | Bild |
| ----------------------------------------------------------------------------------- | ----------------------------------------------------- | --- | ---------------------- | ---- |
| Haid, an der Straße nach Ornbau (Standort)                                          | Katholische Feldkapelle Heilige Dreifaltigkeit        | Kleiner massiver Satteldachbau, mit Putzgliederung, 18. Jahrhundert, erneuert 1904 | D-5-71-113-43 Wikidata | BW   |
| Hungerbühl; circa 200 m außerhalb des Ortes an der Straße nach Streudorf (Standort) | Bildstock                                             | Sandstein, wohl 19. Jahrhundert | D-5-71-113-44 Wikidata | BW   |
| Kirchplatz 1 (Standort)                                                             | Ehemaliges Pfarrhaus                                  | Zweigeschossiger Walmdachbau mit rustizierten Ecklisenen und Geschossgliederungen, 1795/98 | D-5-71-113-41 Wikidata | BW   |
| Kirchplatz 2 (Standort)                                                             | Katholische Pfarrkirche St. Antonius Abb. und Ottilie | Gotischer Sandsteinquaderbau, Saalbau mit Steilsatteldach und eingezogenem 5/8-Chor mit Strebepfeilern, dreigeschossiger Chorflankenturm mit oktogonalem Aufsatz und Spitzhelm, Langhausdach dendro.dat. 1457/58, Veränderungen um 1660 und 1889, Chor und Turm 2. Hälfte 15. Jh., Chordach dendro.dat. 1681/82, Turmoktogon 1797; mit Ausstattung | D-5-71-113-40 Wikidata | BW   |
| Kirchplatz 2, Kirchplatz 1 (Standort)                                               | Ummauerung des Friedhofs                              | Haustein, im Kern mittelalterlich | D-5-71-113-40 Wikidata | BW   |
| Nähe Kirchplatz, am Dorfanger vor der Pfarrkirche (Standort)                        | Kapelle                                               | Kleiner massiver Satteldachbau, mit Putzgliederungen, 18. Jahrhundert, mit Nischenfigur; mit Ausstattung | D-5-71-113-42 Wikidata | BW   |

### Oberschönau
| Lage                                                                | Objekt                                  | Beschreibung | Akten-Nr.              | Bild |
| ------------------------------------------------------------------- | --------------------------------------- | --- | ---------------------- | ---- |
| In Oberschönau (Standort)                                           | Katholische Kapelle Unserer Lieben Frau | Massiver kleiner Satteldachbau mit Ziergiebel, Fassadengestaltung in Formen des Barock, mit Putzgliederung, bezeichnet „1757“; mit Ausstattung | D-5-71-113-45 Wikidata | BW   |
| Kreuzbuck; ca. 200 m außerhalb des Ortes Richtung Arberg (Standort) | Bildsäule                               | Sandstein, bezeichnet „1629“ | D-5-71-113-46 Wikidata | BW   |

### Röttenbach
| Lage                                                                    | Objekt                     | Beschreibung                                                         | Akten-Nr.              | Bild |
| ----------------------------------------------------------------------- | -------------------------- | -------------------------------------------------------------------- | ---------------------- | ---- |
| Ellenbach; etwa 1 km östlich an der Straße nach Gunzenhausen (Standort) | Sogenannte Hubertuskapelle | Kleiner massiver Satteldachbau, 17./18. Jahrhundert; mit Ausstattung | D-5-71-115-65 Wikidata | BW   |

### Unterschönau
| Lage                                 | Objekt                  | Beschreibung                                                                  | Akten-Nr.              | Bild |
| ------------------------------------ | ----------------------- | ----------------------------------------------------------------------------- | ---------------------- | ---- |
| Point; am Weg nach Ornbau (Standort) | Katholische Feldkapelle | Kleiner massiver Satteldachbau, mit einfacher Putzgliederung, 18. Jahrhundert | D-5-71-113-47 Wikidata | BW   |

### Waffenmühle
| Lage                                               | Objekt                 | Beschreibung                                                                                          | Akten-Nr.              | Bild |
| -------------------------------------------------- | ---------------------- | --- | ---------------------- | ---- |
| 500 m außerhalb des Ortes in Richtung Wiesethbruck | Zwei Grenzsteine       | Spätes 18. Jahrhundert; nicht nachqualifiziert, im Bayerischen Denkmal-Atlas nicht kartiert           | D-5-71-113-49 Wikidata | BW   |
| Rößgaßäcker (Standort)                             | Katholische Wegkapelle | Kleiner massiver Satteldachbau, mit Ziergiebel und Putzgliederungen, 18. Jahrhundert; mit Ausstattung | D-5-71-113-48 Wikidata | BW   |

## Ehemalige Baudenkmäler
In diesem Abschnitt sind Objekte aufgeführt, die früher einmal in der Denkmalliste eingetragen waren, jetzt aber nicht mehr. Objekte, die in anderem Zusammenhang also z. B. als Teil eines Baudenkmals weiter eingetragen sind, sollen hier nicht aufgeführt werden. Aktennummern in diesem Abschnitt sind ehemalige, jetzt nicht mehr gültige Aktennummern.

| Lage                           | Objekt   | Beschreibung    | Akten-Nr.              | Bild |
| ------------------------------ | -------- | --------------- | ---------------------- | ---- |
| Arberg Ringstraße 9 (Standort) | Ausleger | 18. Jahrhundert | D-5-71-113-11 Wikidata | BW   |